# زرع الطحال
عملية زرع الطحال هي عملية نقل الطحال بالكامل أو جزء منه من فرد إلى آخر. ولا تزال هذه العملية قيد البحث وذلك لتحريض التسامح المناعي للأعضاء المزروعة الأخرى. وقد تحقق النجاح في نماذج القوارض. في الآونة الأخيرة، تم الحصول على أدلة لتأثير قبول عملية زرع الطحال في الخنازير الصغيرة (فرانك جمف دور، أطروحة دكتوراه).يؤوي الطحال الخلايا البدائية المكونة للدم. تم إجراء جراحة زرع الطحال على البشر مع نتائج مختلفة لعملية الزرع.

## أنظر أيضا
- طحال إضافي
- تعدد الطحال
- استئصال الطحال
- تطحال